# Free Fire World Series Brasil 2024
O Free Fire World Series Brasil (também conhecido como FFWS BR ou simplesmente WB) é a competição oficial do jogo eletrônico Free Fire no Brasil para celulares, administrada por sua desenvolvedora, Garena. No campeonato anterior, a Liga Brasileira de Free Fire (ou LBFF), a equipe LOUD foi campeã.

## Formato
O Free Fire World Series Brasil contará com 18 times convidados e um único split, este dividido em duas fases de grupos.
Cada fase terá um sistema de pontuação próprio para os times, os quais serão posteriormente integrados em uma única tabela. Após o encerramento da primeira etapa, os três melhores times assegurarão suas posições no E-Sports World Cup (ou EWC), um torneio global agendado para ocorrer de 10 a 14 de junho em Riade, Arábia Saudita. A WB volta dia 27 de julho com a segunda fase do torneio, seguindo a mesma pontuação da primeira fase.
Ao término das duas etapas o time que ficar em primeiro na tabela, se classifica para o mundial de Free Fire, a tabela consolidada determinará os 12 times finalistas, os quais competirão na grande final. Além de campeão, o time também garante a vaga no Mundial junto ao top 2, caso o top 2 já estiver classificado, passa para o top 3.
Entre as etapas, será aberta uma janela de transferência, permitindo que os times façam ajustes em suas formações. Além disso, antes do início da segunda etapa, os grupos serão sorteados novamente.

## Participantes
| Grupo A              | Grupo B            | Grupo C     |
| -------------------- | ------------------ | ----------- |
| LOUD                 | Tec Toy Cripz      | E1 Esports  |
| Alfa 34              | INTZ               | Magic Squad |
| Jacobina E-Sports    | Fluxo              | PaiN Gaming |
| Corinthians E-Sports | Influence Rage     | iNCO Gaming |
| Flamengo E-sports    | Antisocial Team    | LØS         |
| MIBR                 | Netshoes Miners GG | Team Solid  |

Fonte:

## Primeira Etapa
A primeira etapa da nova FFWS BR tem data de início para 20 de Abril, serão 8 semanas de disputas até o dia 10 de junho. Ao todo serão jogadas 6 quedas (5 em cada um dos mapas do jogo + um mapa sorteado) ao sábado, domingo e segunda-feira, dando em torno de 24 rodadas.
| Semana 24 (Concluída) | Semana 24 (Concluída) | Semana 24 (Concluída) | Semana 24 (Concluída) | Semana 24 (Concluída) | Primeira fase de pontos | Primeira fase de pontos | Primeira fase de pontos | Primeira fase de pontos | Primeira fase de pontos | Primeira fase de pontos | Primeira fase de pontos | Primeira fase de pontos | Primeira fase de pontos | Primeira fase de pontos |
| Col.                  | Clas.                 | Times                 | Pontos                | Booyah                | Abates                  | Quedas                  | Semana 1                | Semana 2                | Semana 3                | Semana 4                | Semana 5                | Semana 6                | Semana 7                | Semana 8                |
| --------------------- | --------------------- | --------------------- | --------------------- | --------------------- | ----------------------- | ----------------------- | ----------------------- | ----------------------- | ----------------------- | ----------------------- | ----------------------- | ----------------------- | ----------------------- | ----------------------- |
| 1                     | EWC                   | PaiN Gaming           | 1402                  | 4                     | 181                     | 24                      | 183                     | 170                     | -                       | -                       | -                       | -                       | -                       | -                       |
| 2                     | EWC                   | Team Solid            | 1310                  | 5                     | 182                     | 24                      | 165                     | 171                     | -                       | -                       | -                       | -                       | -                       | -                       |
| 3                     | EWC                   | LOUD                  | 1305                  | 5                     | 189                     | 24                      | 163                     | 169                     | -                       | -                       | -                       | -                       | -                       | -                       |
| 4                     | (ADD)                 | Fluxo                 | 1259                  | 3                     | 162                     | 24                      | 155                     | 161                     | -                       | -                       | -                       | -                       | -                       | -                       |
| 5                     |                       | Netshoes Miners       | 1202                  | 3                     | 137                     | 24                      | 131                     | 138                     | -                       | -                       | -                       | -                       | -                       | -                       |
| 6                     |                       | iNCO                  | 1123                  | 2                     | 150                     | 24                      | 137                     | 100                     | -                       | -                       | -                       | -                       | -                       | -                       |
| 7                     |                       | Jacobina              | 955                   | 2                     | 128                     | 24                      | 139                     | 120                     | -                       | -                       | -                       | -                       | -                       | -                       |
| 8                     |                       | MIBR                  | 246                   | 3                     | 148                     | 24                      | 122                     | 124                     | -                       | -                       | -                       | -                       | -                       | -                       |
| 9                     |                       | E1                    | 236                   | 0                     | 111                     | 24                      | 93                      | 99                      | -                       | -                       | -                       | -                       | -                       | -                       |
| 10                    |                       | Alfa34                | 226                   | 3                     | 107                     | 24                      | 120                     | 106                     | -                       | -                       | -                       | -                       | -                       | -                       |
| 11                    |                       | Influence             | 220                   | 3                     | 112                     | 24                      | 155                     | 127                     | -                       | -                       | -                       | -                       | -                       | -                       |
| 12                    |                       | Flamengo              | 203                   | -                     | 104                     | 24                      | 104                     | 99                      | -                       | -                       | -                       | -                       | -                       | -                       |
| 13                    |                       | Magic Squad           | 189                   | 1                     | 91                      | 24                      | 102                     | 87                      | -                       | -                       | -                       | -                       | -                       | -                       |
| 14                    |                       | Antisocial            | 188                   | -                     | 84                      | 24                      | 105                     | 83                      | -                       | -                       | -                       | -                       | -                       | -                       |
| 15                    |                       | INTZ                  | 171                   | -                     | 84                      | 24                      | 81                      | 90                      | -                       | -                       | -                       | -                       | -                       | -                       |
| 16                    |                       | Corinthians           | 162                   | 1                     | 82                      | 24                      | 83                      | 79                      | -                       | -                       | -                       | -                       | -                       | -                       |
| 17                    |                       | Tec Toy Cripz         | 154                   | 1                     | 82                      | 24                      | 54                      | 99                      | -                       | -                       | -                       | -                       | -                       | -                       |
| 18                    |                       | LØS                   | 151                   | -                     | 80                      | 24                      | 69                      | 82                      | -                       | -                       | -                       | -                       | -                       | -                       |

| Legenda                | Legenda |
| ---------------------- | ------- |
| Qualificado para a EWC | (ADD)   |

| Rotação de grupos | Rotação de grupos | Rotação de grupos |
| Dia               | Semana            | Grupo             |
| ----------------- | ----------------- | ----------------- |
| Sábado            | 1, 4 e 7          | A x B             |
| Sábado            | 2, 5 e 8          | B x C             |
| Sábado            | 3 e 6             | A x C             |
| Domingo           | 1, 4 e 7          | A x C             |
| Domingo           | 2, 5 e 8          | A x B             |
| Domingo           | 3 e 6             | B x C             |
| Segunda-feira     | 1, 4 e 7          | B x C             |
| Segunda-feira     | 2, 5 e 8          | A x C             |
| Segunda-feira     | 3 e 6             | A x B             |

## Segunda Etapa
Após a volta do EWC, a WB continua o campeonato, agora os 3 grupos são embaralhados para que formem novos duelos que será do dia 27 de julho até o dia 28 de setembro.
[A ser definido]

## Final
Fluxo conquista a Free Fire World Series Br com 146 pontos

## Transmissão
O campeonato é transmitido via internet pelo TikTok, Twitch, YouTube e Kwai. Em 2022, teve transmissão em TV Aberta pela RedeTV! e em TV Fechada, pelo canal Space, sendo que em 2021, foi mostrado pelo canal Loading, poucos meses antes de sua extinção.